# Изстрел (морски термин)
Вижте пояснителната страница за други значения на Изстрел.
Изстрелът (мн.ч. изстрели) е рангоутно дърво или метална балка, закрепена към борда на съда с шарнирно съединение. В разпънато (отведено от борда) положение служи за спускане и закрепване на лодките и катерите по време на якорна стоянка на съда, а също и за качване на хора в лодката.
Към краищата на няколко изстрела поставени перпендикулярно на борда на военния кораб, по време на броненосците, се окачват подводните противоминни заграждения във вид на мрежи. За това лодките не могат плътно да се приближат до борда на кораба, дори и в тихо време, и за слизането и качването от тях към изстрелите се закрепят щорм-трапове отвъд противоминните мрежи и пред тях (за оглед на кораба). Много добре е показано използването на изстрела в съветския филм „Броненосеца Потьомкин“ на Айзенщайн.
Тази греда вероятно получава името си „изстрел“ през 19 век имайки предвид минималното разстояние при взрив на мина от кораба, на което кораба няма да понесе повреди.
В хоризонтално положение изстрела се удържа от изстрел-топенант – въже, тръгващо от нока на изстрела към мачтата. В перпендикулярно на борда на съда положение изстрела се поддържа от изстрел-брас – въже, идващо от нока на изстрела към носа на съда, и бурундук – въже, опънато от нока на изстрела към кърмата на съда. Надлъжно на изстрела, на един метър от него, между изстрел-топенанта и борда на съда се опъва въже – изстрел-леер, служещо за облекчаване на придвижването на хората по изстрела.
За закрепване на лодките (катерите) под изстрела от бака на кораба се подава растително въже, прокарван през коуш на щорм-трапа или шкентел и закрепящ се с възел за първата банка на лодката (или за кнехтите на катера). В наше време болшинството кораби нямат изстрели.
При плаване на съда изстрела се заваля (прибира) към борда. За разпъването и прибирането на изстрела зад борда се използват изстрел-гордени.
| „                                                                                  | Изстрелът, за удобство на къпещите се се въоръжава с допълнителни щорм-трапове и шкентели с мусинги (възли), на горната палуба подготвят се спасителни средства и въжета при случай на нужда от оказване на помощ. | “ |
| Сохранение здоровья военнослужащих, Ст. 529. Корабельный устав ВМФ ВС России, 2001 | |   |